# Ovčáry (okres Kolín)
Ovčáry jsou obec ležící v okrese Kolín asi 5 km severovýchodně od Kolína. Mají 890 obyvatel a jejich katastrální území má rozlohu 1032 ha. V roce 2011 zde bylo evidováno 349 adres.
Ovčáry leží v katastrálním území Ovčáry u Kolína o rozloze 10,38 km², v němž se nachází i továrna na automobily Toyota Motor Manufacturing Czech Republic.

## Historie
První písemná zmínka o obci pochází z roku 1273.

### Územněsprávní začlenění
Dějiny územněsprávního začleňování zahrnují období od roku 1850 do současnosti. V chronologickém přehledu je uvedena územně administrativní příslušnost obce v roce, kdy ke změně došlo:
- 1850 země česká, kraj Pardubice, politický i soudní okres Kolín[6]
- 1855 země česká, kraj Čáslav, soudní okres Kolín
- 1868 země česká, politický i soudní okres Kolín
- 1939 země česká, Oberlandrat Kolín, politický i soudní okres Kolín[7]
- 1942 země česká, Oberlandrat Praha, politický i soudní okres Kolín[8]
- 1945 země česká, správní i soudní okres Kolín[9]
- 1949 Pražský kraj, okres Kolín[10]
- 1960 Středočeský kraj, okres Kolín
- 2003 Středočeský kraj, obec s rozšířenou působností Kolín

### Rok 1932
V obci Ovčáry (1103 obyvatel, katol. kostel, sbor dobrovolných hasičů) byly v roce 1932 evidovány tyto živnosti a obchody: holič, 3 hostince, klempíř, 2 koláři, kovář, 2 krejčí, výčep lihovin, malíř, mlýn, obuvník, pekař, porodní asistentka, rolník, 2 řezníci, 6 obchodů se smíšeným zbožím, trafika, 2 truhláři, zámečník.

## Památky
- Kostel svatého Jakuba Většího s hrobkou Františka rytíře Horskýho von Horskýfeld
- Pomník padlým[12]

## Doprava
Dopravní síť
- Pozemní komunikace – Územím obce prochází silnice II/328 Jičíněves - Městec Králové - Ovčáry - Kolín.

- Železnice – Železniční trať ani stanice na území obce nejsou. Nejbližší železniční zastávkou je Kolín-Zálabí ve vzdálenosti 3,5 km ležící na trati 231 z Kolína do Nymburku, nepočítaje zastávku Kolínské řepařské drážky Černý most, která je vzdálena cca 1,5 km.

Veřejná doprava 2011
- Autobusová doprava – Z obce vedly autobusové linky např. do těchto cílů: Kolín, Libice nad Cidlinou, Městec Králové, Velký Osek, Žiželice (dopravci Okresní autobusová doprava Kolín, s. r. o. a Veolia Transport Východní Čechy, a. s.).

## Další fotografie

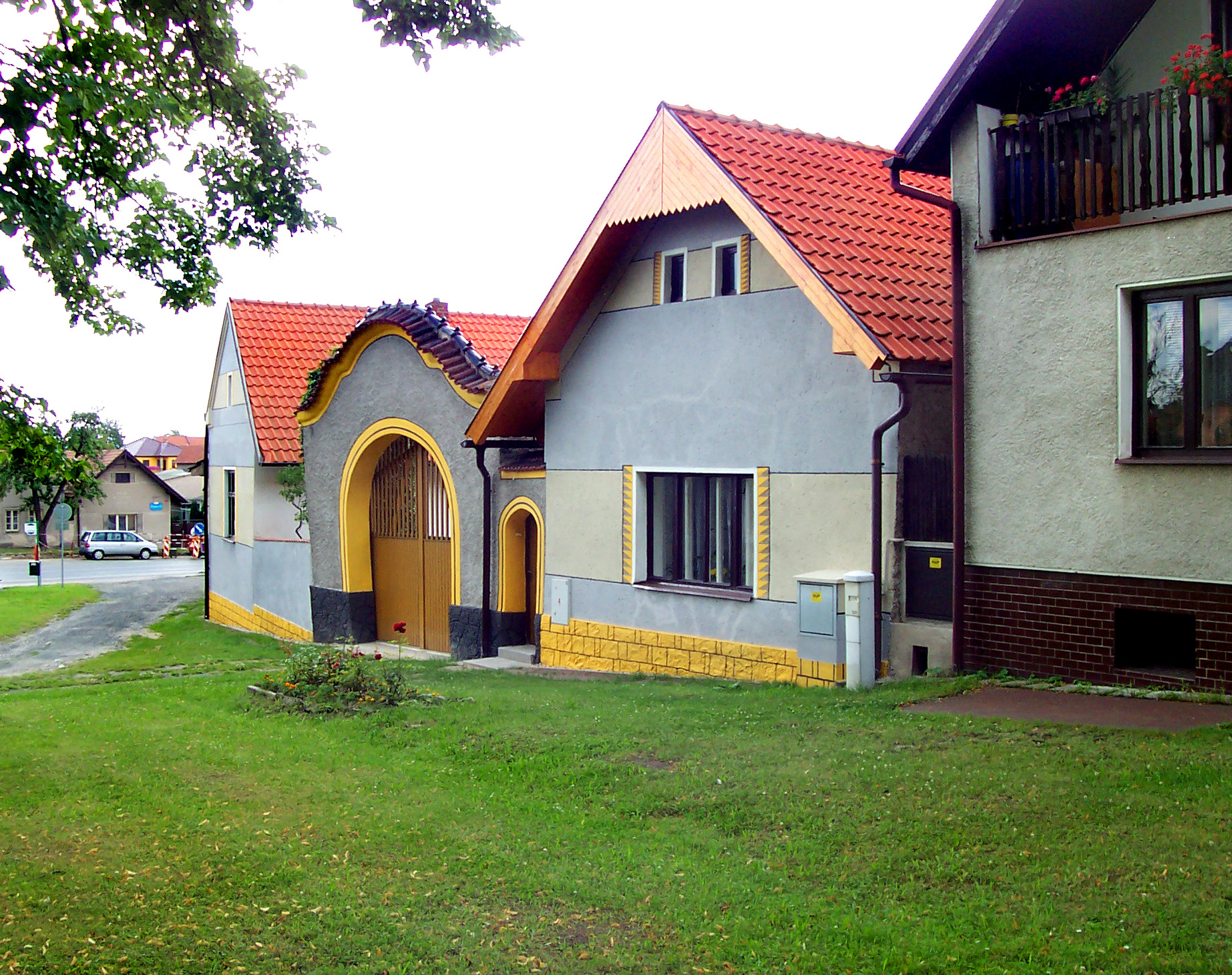
Zbytky původního statku
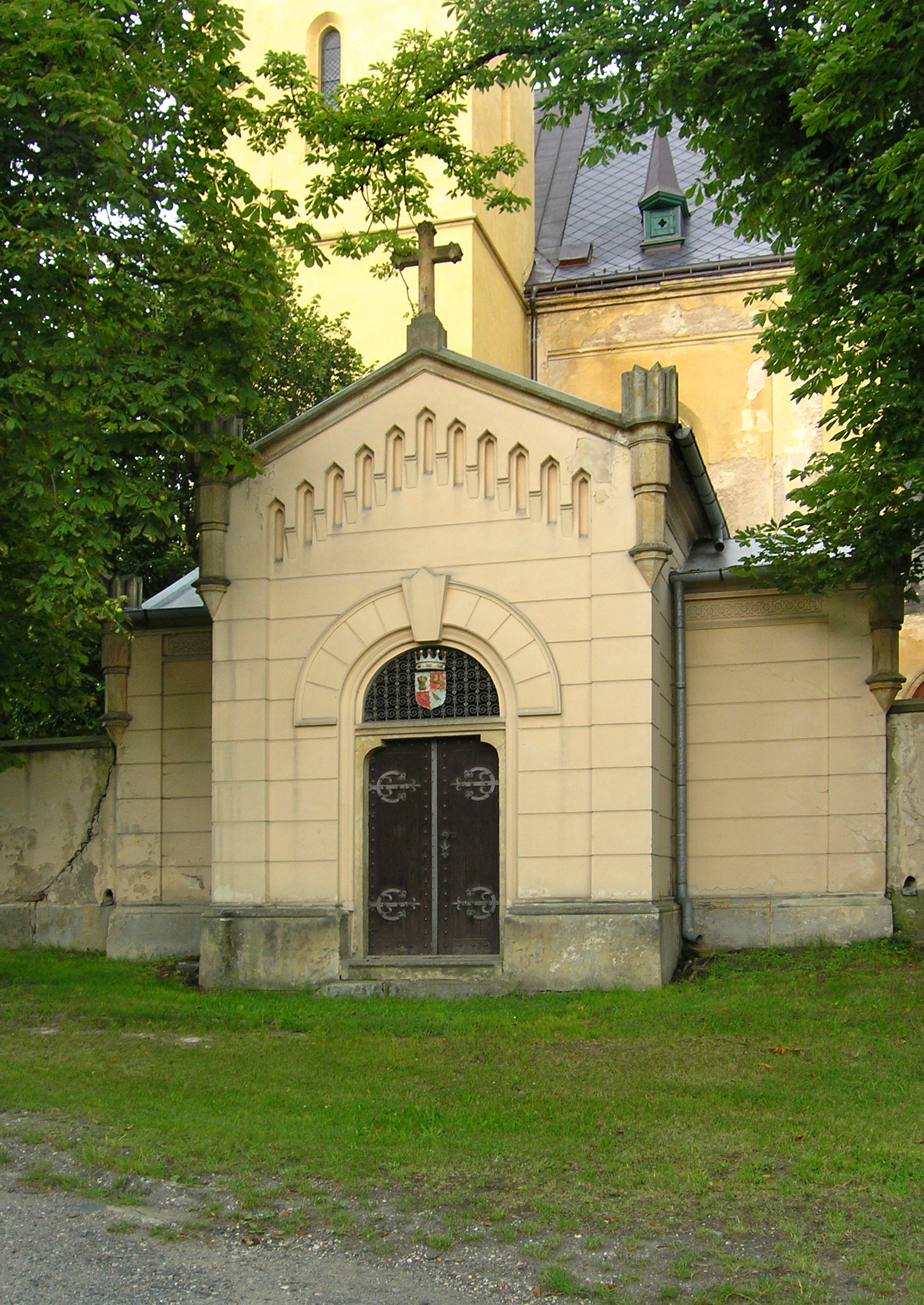
Pohřební kaple
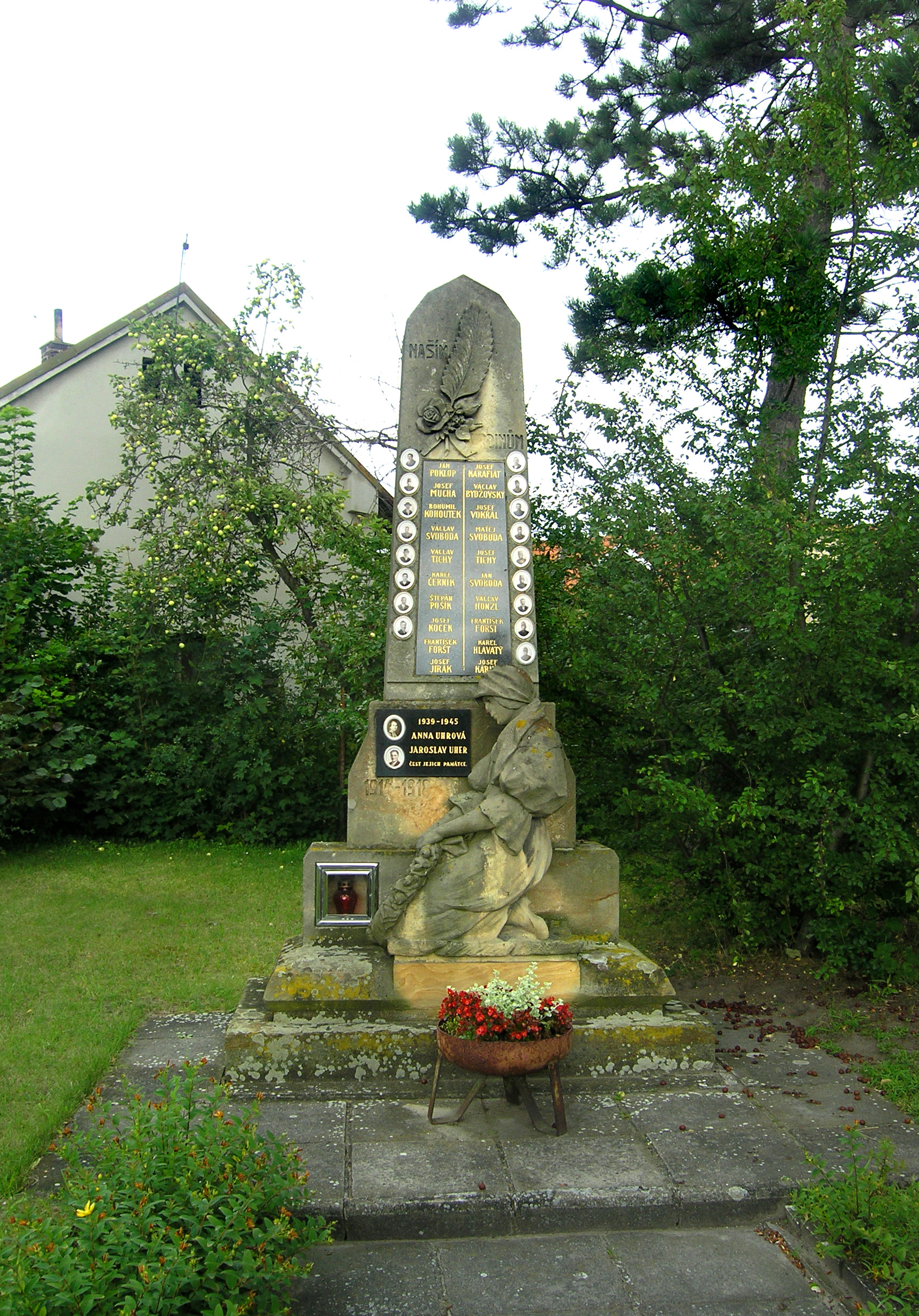
Pomník padlým